# Nacaduba swatipa
Nacaduba swatipa är en fjärilsart som beskrevs av Corbet 1938. Nacaduba swatipa ingår i släktet Nacaduba och familjen juvelvingar. Inga underarter finns listade i Catalogue of Life.